# سنت استفان
سنت استفان یا استفان قدیس (یونانی: Στέφανος، استفانوس)، به سریانی یا آشوری (مار استپان) که به عنوان نخستین شهید مسیحیت در نظر گرفته می‌شود بر اساس کتاب اعمال رسولان از کتب عهد جدید یکی از پیروان اولیه عیسی مسیح بود که توسط یهودیان سنگسار شده و کشته شد. دادگاه شرعی یهود گناه او را کفر دانست و او در دادگاه خود سخنرانی غرایی در مذمت سردمداران دین یهود کرد و به همین سبب به سنگسار محکوم شد. پولس طرسوسی، که خود نیز از ایمان آورندگان به مسیح شد، شهادت او را دید. تنها منبع در مورد استفان کتب عهد جدید است و اطلاعات دیگری در مورد او در دست نیست. بر اساس عهد جدید او یکی از یهودیان پیرو عیسی بود که به زبان یونانی صحبت می‌کرد و به همین دلیل برای گسترش دین عیسی انتخاب شد. در کلیساهای کاتولیک، آنجلیکان، لوتریان و ارتدوکس استفان مقدس به عنوان سَنت یا قدیس شناخته می‌شود. نام «استفان» از نام یونانی «استفانوس» به معنی تاج آمده‌است. از این رو معمولاً استفان دارای تاج شهادت شناخته می‌شود. تصاویر او معمولاً با سه قطعه سنگ و نخل شهادت نشان داده می‌شود. در بیشتر تصاویر موجود از او، او به صورت یک مرد جوان بدون موی صورت تصویر می‌شود.

## پیشینه
استفان در کتاب اعمال به عنوان یکی از هفت فردی که توسط حواریون برای پخش کردن غذا در بین فقرای کلیسای اولیه انتخاب شده نام برده می‌شود. استفان ممکن است یهودی به دنیا آمده باشد ولیکن اطلاعات گفته شده در مورد زندگی قبلی او بسیار اندک است. دلیل انتخاب او این بود که به زبان یونانی آشنایی داشت و یهودیان یونانی زبان به دلیل طرد شدن توسط اکثریت یهودیان فقیر بودند. در عهد جدید گفته می‌شود که تعلیمات استفان مردم را شگفت زده کرده بود و از این رو اعضای کنیسه‌های یهودی با او به مخالفت پرداختند. وقتی آن‌ها در بحث با او موفق نشدند به او اتهام زدند که نسبت به موسی و خدا کفر می‌ورزد و او را به سنهدرین دادگاه شرعی یهود فراخواندند. استفان بسیار آرام بود و صورت او مانند «صورت یک فرشته» بود.

## سخنان در سنهدرین
در سخنان طولانی در دادگاه شرعی یهود (سنهدرین) که تقریباً تمامی فصل هفتم کتاب اعمال را تشکیل می‌دهد استفان دیدگاه خود را از تاریخ اسرائیل بیان می‌کند. او سخنان خود را با جمله «خدای بزرگوار بر پدر ما ابراهیم ظاهر شد هنگامی که او در بین‌النهرین بود» آغاز می‌کند. او ادامه می‌دهد که خدا وقتی یوسف در مصر گم شده بود با او بود و او را از رنجهایش نجات داد. او این سخنان را به عنوان اینکه خداوند لزوماً در ساختمان خاصی (معبد سلیمان) وجود ندارد عنوان کرد. او سپس به داستان موسی و ظاهر شدن خدا بر او در بوته آتش گرفته می‌پردازد و رنج‌های موسی در تلاش برای نجات اسرائیل را بیان می‌کند. سخنان او حول محور تلاش‌های موسی و نافرمانی اسرائیل شدت می‌گیرد. او در مورد پرستش خدایان مولوخ و کیوان توسط اسرائیل صحبت می‌کند. استفان به اینکه می‌گوید که عیسی معبد دوم اورشلیم را نابود خواهد کرد و رسوم موسی را عوض خواهد کرد متهم می‌شود ولیکن او با استفاده از تورات می‌گوید که سخنان عیسی تنها کامل‌کننده سخنان موسی است. او سپس با خشم به یهودیان سنهدرین آن‌ها را مردمی «لجباز» می‌نامد و می‌گوید که آنان مانند پدران خود کسانی هستند که
 " ای مردمان سرسخت با قلبها و گوشهای ختنه نشده. شما مانند پدران خود هستید شما همیشه در برابر روح القدس مقاومت می‌کنید. آیا هیچ پیامبری بود که توسط پدران شما آزار ندید؟ آنها حتی کسانی را که آمدن آن درستکار (مسیح) را پیش بینی کرده بودند کشتند و اکنون شما هم به او خیانت کردید و او را کشتید. شما که قانون (تورات) را که توسط فرشتگان آورده شده بود گرفتید ولیکن به آن عمل نکردید. " - کتاب اعمال ۷:۵۱–۲

## سنگسار شدن استفان
آخرین جمله‌های استفان خشم مردمی را که در دادگاه بودند برانگیخت و آن‌ها دیگر نمی‌توانستند خشم خود را کنترل کنند؛ ولیکن استفان که به آن‌ها بی‌توجه بود گفت:
 «نگاه کنید، من می‌بینم که بهشت باز شده‌است و پسر آدم (لقب عیسی) در کنار دست راست خداوند ایستاده‌است.» - کتاب اعمال ۷:۵۶
برای افراد سنهدرین این جمله که عیسی در دست راست خداوند ایستاده‌است آنقدر سنگین بود که گوش‌های خود را گرفتند تا این سخن را نشنوند. آن‌ها او را به بیرون بردند و به دلیل کفر او را سنگسار کردند. در این زمان شائول طرسوسی (پولس) نیز بیرون ایستاده بود و سنگسار شدن او را مشاهده کرد.

## محل دفن
در کتاب اعمال آمده‌است که مردمانی درستکار پس از سنگسار شدن استفان او را گرفتند و دفن کردند ولیکن محل دفن او مشخص نشده‌است. در سال ۴۱۵ میلادی یک روحانی به نام لوسیان در رؤیا محلی را دید که تصور می‌شود محل دفن استفان است. این مکان امروزه به نام کلیسای سن استپانوس در اورشلیم است.

## نگارخانه

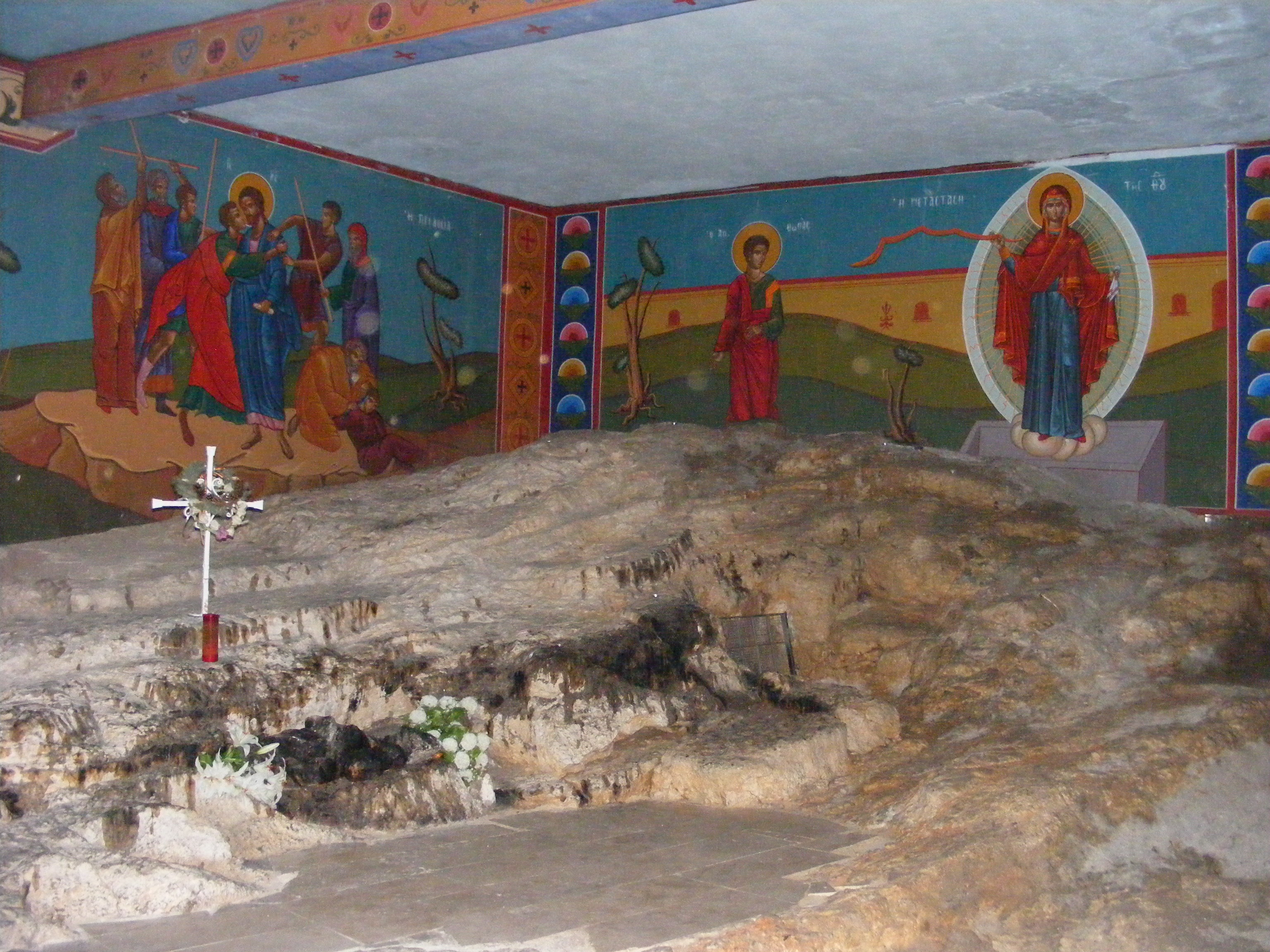
کلیسای سنت‌استفان در اورشلیم.
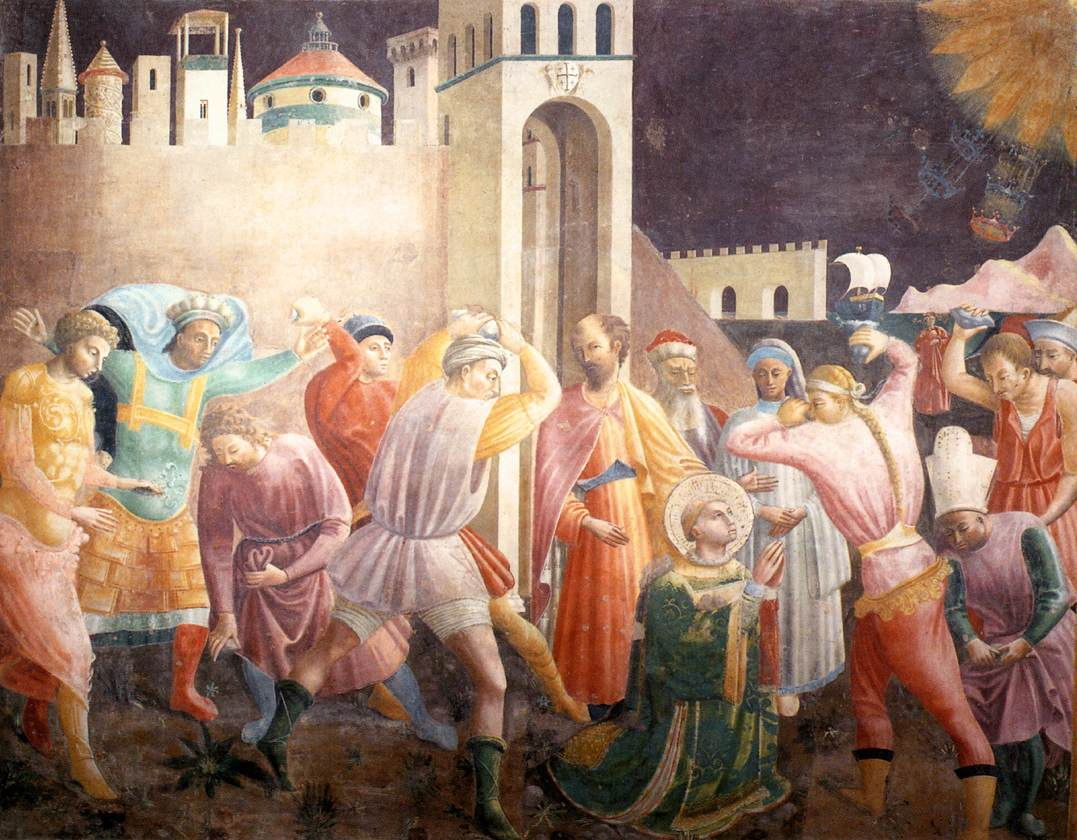
سنگسار شدن سنت‌استفان، پائولو اوکلو.
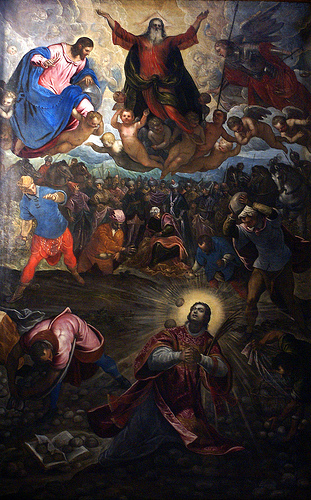
سنگسار شدن سنت‌استفان در کلیسایی در ونیز.
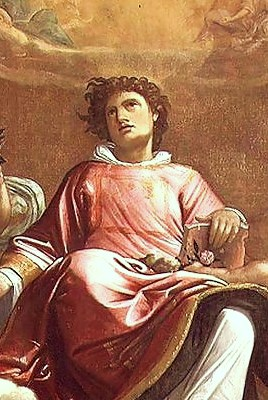
پرتره استفان